# Etrit Berisha
Etrit Berisha (Pristina, 10 de març de 1989) és un futbolista albanès, que va jugar com a porter del club italià de l'Atalanta, i al Torino, així com amb la selecció de futbol d'Albània.
Berisha va començar la seva carrera al club local KF 2 Korriku quan era jove, a més de jugar a futbol juvenil amb el KF KEK abans d'unir-se a Kalmar el 2008. Va ascendir al primer equip l'any 2010 i aviat va debutar amb el club i es va consolidar com a jugador del primer equip. Va consolidar la seva posició com a porter de primera opció del club durant la campanya de l'Allsvenskan de 2011, ajudant el seu equip a aconseguir una final a mitja taula, així com a arribar a la final de l'Svenska Cupen de 2011, on el seu equip va perdre. Les seves actuacions li van valer el premi de porter de l'any de l'Allsvenskan a la lliga del 2013, assolint un quart lloc a la lliga.
L'estiu del 2013, el club italià Chievo va anunciar que tenia un acord precontractual amb Berisha, però finalment es va unir als seus rivals de la Sèrie A, Lazio, amb un contracte de quatre anys. Va competir amb l'internacional italià Federico Marchetti per la plaça de porter de primera opció a la Lazio, i cap dels dos s'ha fet seu del tot des de l'arribada de Berisha. Més recentment, l'entrenador en cap de la Lazio, Stefano Pioli, ha preferit a Marchetti, i el temps de joc de Berisha s'ha reduit en relació amb la seva primera temporada amb el club.
Berisha és de Kosovo, però pot representar Albània a través de la seva ètnia albanesa, i va ser convocat per primera vegada a la selecció el 2012 per l'entrenador en cap italià Gianni De Biasi, on va fer el seu debut internacional contra l'Iran el 27 de maig de 2012. Inicialment va ser el porter substitut de Samir Ujkani, però després d'uns quants partits es va convertir en el porter de primera opció d'Albània, quan Ujkani que va canviar de selecció per representar Kosovo el 2014. Va tenir un paper fonamental en la classificació d'Albània per al seu primer gran torneig internacional, quan va arribar a l'Eurocopa. 2016, convertint-se en un dels favorits del públic durant el procés.